# Faisceau (mathématiques)
Ne doit pas être confondu avec Faisceau de droites ou Faisceau de cercles.
En mathématiques, un faisceau est un outil permettant de suivre systématiquement des données définies localement et rattachées aux ouverts d'un espace topologique. Les données peuvent être restreintes à des ouverts plus petits, et les données correspondantes à un ouvert sont équivalentes à l'ensemble des données compatibles correspondantes aux ouverts plus petits couvrant l'ouvert d'origine. Par exemple, de telles données peuvent consister en des anneaux de fonctions réelles continues ou lisses définies sur chaque ouvert. 
En géométrie, aussi bien d'ailleurs en géométrie algébrique qu'en géométrie différentielle, la notion de faisceau est une généralisation de celle d'ensemble des sections d'un fibré vectoriel. Dans ce cadre, la base du fibré est une variété algébrique ou une variété différentielle.

## Histoire
Les faisceaux ont été introduits par Jean Leray en topologie algébrique lorsqu'il était en captivité durant la Seconde Guerre mondiale. Sous l'impulsion, notamment, d'Henri Cartan, de Jean-Pierre Serre et d'Alexandre Grothendieck, (à qui on doit le terme préfaisceau), les faisceaux ont pris par la suite une importance considérable dans de nombreux domaines des mathématiques où l'on cherche à passer, pour un problème donné, d'une solution locale à une solution globale. Les obstructions à un tel passage s'étudient grâce à la cohomologie des faisceaux.

## Préfaisceaux
Définition d'un préfaisceau — 
Soit X un espace topologique et {\displaystyle {\mathcal {C}}} une catégorie. Un préfaisceau d'objets {\displaystyle {\mathcal {F}}} sur X est la donnée de :
- pour tout ouvert U de X, un objet {\displaystyle {\mathcal {F}}(U)\in {\mathcal {C}}} appelé objet des sections de {\displaystyle {\mathcal {F}}} sur U (ou au-dessus de U) ;
- pour tout ouvert V inclus dans U, un morphisme {\displaystyle \rho _{VU}:{\mathcal {F}}(U)\to {\mathcal {F}}(V)}, appelé morphisme de restriction de U sur V ;

tels que :
- {\displaystyle \rho _{UU}=\operatorname {id} _{{\mathcal {F}}(U)}} pour tout ouvert U ;
- {\displaystyle \rho _{WU}=\rho _{WV}\circ \rho _{VU}} pour toutes inclusions d'ouverts W ⊂ V ⊂ U.

{\displaystyle {\mathcal {F}}(X)} est appelé objet des sections globales.
De façon équivalente, on peut définir un préfaisceau {\displaystyle {\mathcal {F}}:U\mapsto {\mathcal {F}}(U)} comme un foncteur contravariant de la catégorie des ouverts de X (avec les inclusions comme morphismes) dans {\displaystyle {\mathcal {C}}}.
Les préfaisceaux les plus courants sont à valeurs dans des catégories concrètes (catégories des ensembles, groupes, anneaux, espaces vectoriels, algèbres, modules, espaces topologiques, groupes topologiques, etc.). Dans ce cas, pour tous ouverts V ⊂ U, on note :
{\displaystyle \forall s\in {\mathcal {F}}(U)\quad \rho _{VU}(s):=s|_{V}}
et un élément {\displaystyle s\in {\mathcal {F}}(U)} s'appelle une section de {\displaystyle {\mathcal {F}}} au-dessus de U. On écrit {\displaystyle \Gamma \left(U,{\mathcal {F}}\right)} au lieu de {\displaystyle {\mathcal {F}}(U)}.

### Exemples
- L'exemple fondamental de préfaisceau est celui où les morphismes de restriction sont les restrictions usuelles de fonctions. Notamment sur une variété différentielle (resp. une variété analytique) X, pour tout ouvert U ⊂ X, l'ensemble {\displaystyle C^{\infty }(U,\mathbb {C} )} des fonctions indéfiniment dérivables de U vers les complexes (resp. l'ensemble {\displaystyle {\mathcal {O}}(U)} des fonctions analytiques à valeurs complexes) est un anneau. Ces anneaux forment un préfaisceau d'anneaux sur X en considérant les restrictions usuelles des fonctions.
- On peut de même considérer l'ensemble {\displaystyle {\mathcal {D}}^{\prime }\left(X\right)} des distributions sur la variété différentielle X (resp. l'ensemble {\displaystyle {\mathcal {B}}\left(X\right)} des hyperfonctions sur la variété analytique réelle X) si cette variété est de dimension finie et paracompacte (par exemple s'il s'agit d'un ouvert non vide de {\displaystyle \mathbb {R} ^{n}}); cet ensemble est un groupe abélien. On obtient le préfaisceau des distributions (resp. des hyperfonctions) sur X en considérant les restrictions de ces distributions (resp. de ces hyperfonctions) à des ouverts de X.
- Dans le plan complexe, une équation différentielle ordinaire, linéaire et à coefficients holomorphes, étant donnée, les espaces de solutions sur des ouverts évitant les points singuliers de l'équation forment un préfaisceau d'espaces vectoriels de dimension égale à l'ordre de l'équation.

Les exemples ci-dessus de préfaisceaux sont des faisceaux (voir infra).

### Morphismes de préfaisceaux et de faisceaux
Les préfaisceaux sur un ensemble X peuvent être considérés comme des objets d'une catégorie, dont les flèches sont définies comme suit.
Définition d'un morphisme de préfaisceaux et d'un morphisme de faisceaux — Étant donné deux préfaisceaux {\displaystyle {\mathcal {F}}} et {\displaystyle {\mathcal {G}}} sur un même espace topologique X, un morphisme de préfaisceaux {\displaystyle f:{\mathcal {F}}\to {\mathcal {G}}} est la donnée d'une famille de morphismes {\displaystyle f(U):{\mathcal {F}}(U)\to {\mathcal {G}}(U)} pour tout ouvert U, telle que, pour toute section s de {\displaystyle {\mathcal {F}}} sur U on ait :
Un morphisme de faisceaux (voir infra) est un morphisme de préfaisceaux entre deux faisceaux.

### Fibres et germes
Soit {\displaystyle {\mathcal {F}}} un préfaisceau sur X à valeurs dans une catégorie {\displaystyle {\mathcal {C}}} qui admet des limites inductives. La fibre (EGA, 0.3.1.6) (terminologie anglaise : « stalk », tige) de {\displaystyle {\mathcal {F}}} en un point x de X est par définition l'objet de {\displaystyle {\mathcal {C}}} limite inductive
{\displaystyle {\mathcal {F}}_{x}=\varinjlim _{U\ni x}{\mathcal {F}}(U)},
la limite étant prise sur tous les ouverts contenant x, la relation d'ordre sur ces ouverts étant l'inclusion {\displaystyle V\subset U}, et les morphismes de transition étant les morphismes de restriction {\displaystyle \rho _{VU}:{\mathcal {F}}(U)\to {\mathcal {F}}(V)}.
Lorsque {\displaystyle {\mathcal {C}}} est une catégorie concrète, l'image canonique d'une section s dans {\displaystyle {\mathcal {F}}_{x}} est le germe de s au point x, noté sx.
Remarque. Certains auteurs appellent germe de {\displaystyle {\mathcal {F}}} en un point x ce qui est appelé ci-dessus la fibre de {\displaystyle {\mathcal {F}}} en ce point.

## Faisceaux

### Définition d'un faisceau
Reprenons l'exemple des fonctions {\displaystyle C^{\infty }} sur une variété différentielle X. La propriété de ces fonctions d'être indéfiniment différentiables est locale. Il est donc possible de « recoller » des fonctions {\displaystyle C^{\infty }} coïncidant sur les intersections de leur domaine de définition (y compris lorsque cette partie est vide) en une fonction {\displaystyle C^{\infty }} globale. Il en irait de même pour des fonctions continues ou plus généralement de classe {\displaystyle C^{m}}. Il en va de même, bien que ce soit moins évident, pour des distributions sur une variété différentielle paracompacte de dimension finie, ou pour des fonctions analytiques ou des hyperfonctions sur une variété analytique réelle paracompacte de dimension finie. C'est cette propriété qu'on souhaite ici généraliser à partir de la notion de préfaisceau.

#### Faisceau d'ensembles

##### Définition
Condition pour qu'un préfaisceau d'ensembles soit un faisceau — 
Un préfaisceau d'ensembles {\displaystyle {\mathcal {F}}} sur X est appelé faisceau lorsque pour tout ouvert V de X, réunion d'une famille d'ouverts {\displaystyle \{V_{i}\}_{I}}, et pour toute famille {\displaystyle \{s_{i}\}_{I}} de sections de {\displaystyle {\mathcal {F}}} sur les ouverts {\displaystyle V_{i}}, vérifiant :
{\displaystyle s_{i}|_{V_{i}\cap V_{j}}=s_{j}|_{V_{i}\cap V_{j}}}
il existe une unique section s de {\displaystyle {\mathcal {F}}} sur V telle que : {\displaystyle s|_{V_{i}}=s_{i}}.

##### Remarque
Comme la famille vide constitue un recouvrement de l'ouvert vide, la condition ci-dessus entraîne que {\displaystyle {\mathcal {F}}(\varnothing )} est un singleton .

##### Autres cas
On définit de même, sur un espace topologique X, un faisceau de groupes (resp. de groupes abéliens, d'anneaux, etc.) comme étant un préfaisceau de base X à valeurs dans la catégorie des groupes (resp. des groupes abéliens, des anneaux, etc.) qui vérifie la condition ci-dessus.

#### Définition générale
Examinons maintenant le cas d'un faisceau sur X à valeurs, de manière générale, dans une catégorie {\displaystyle {\mathcal {C}}} (EGA, 0.3.1) :
Définition générale d'un faisceau — 
Un préfaisceau {\displaystyle {\mathcal {F}}} sur X à valeurs dans une catégorie {\displaystyle {\mathcal {C}}} est appelé faisceau si la condition suivante est vérifiée :
Pour tout objet {\displaystyle T} de {\displaystyle {\mathcal {C}}}, {\displaystyle U\mapsto \mathrm {Hom} _{\mathcal {C}}\left(T,{\mathcal {F}}\left(U\right)\right)} est un faisceau d'ensembles.
Voyons quelques exemples fondamentaux.

#### Faisceau de modules
Soit {\displaystyle {\mathcal {A}}} un faisceau d'anneaux sur un espace topologique X. On appelle {\displaystyle {\mathcal {A}}}-module à gauche un faisceau d'ensembles {\displaystyle {\mathcal {M}}} de base X muni de la structure suivante : pour tout ouvert U, on se donne sur {\displaystyle {\mathcal {M}}(U)} une structure de module à gauche sur l'anneau {\displaystyle {\mathcal {A}}(U)}, de telle sorte que l'application de restriction {\displaystyle {\mathcal {M}}(U)\mapsto {\mathcal {M}}(V)} ({\displaystyle V\subset U}) soit un homomorphisme de modules compatible avec l'homomorphisme d'anneaux {\displaystyle {\mathcal {A}}(U)\mapsto {\mathcal {A}}(V)}. Pour tout {\displaystyle x\in X}, par passage à la limite inductive sur les ouverts décroissants {\displaystyle U\ni x}, la fibre {\displaystyle {\mathcal {M}}_{x}} est un {\displaystyle {\mathcal {A}}_{x}}-module à gauche, et la donnée de ces fibres pour tout {\displaystyle x\in X}, avec la structure de {\displaystyle {\mathcal {A}}_{x}}-module à gauche qui vient d'être précisée, équivaut à celle du {\displaystyle {\mathcal {A}}}-Module à gauche {\displaystyle {\mathcal {M}}}.

#### Faisceau de groupes topologiques
Soit {\displaystyle {\mathcal {C}}} la catégorie des groupes topologiques (avec pour morphismes les homomorphismes continus). Un faisceau sur X à valeurs dans {\displaystyle {\mathcal {C}}} est un faisceau de groupes {\displaystyle U\mapsto {\mathcal {F}}\left(U\right)} tel que, pour tout ouvert U et tout recouvrement de U par des ouverts {\displaystyle U_{i}\subset U}, la topologie du groupe {\displaystyle {\mathcal {F}}\left(U\right)} soit la moins fine rendant continues les restrictions {\displaystyle {\mathcal {F}}\left(U\right)\mapsto {\mathcal {F}}\left(U_{i}\right)}. Un morphisme de faisceaux de groupes topologiques {\displaystyle f:{\mathcal {F}}\mapsto {\mathcal {G}}} est un morphisme de faisceaux de groupes tel que pour tout ouvert U, {\displaystyle f(U):{\mathcal {F}}(U)\mapsto {\mathcal {G}}(U)} est continu (EGA, 0.3.1.4).
On définirait de même un faisceau d'anneaux topologiques ou un faisceau de modules topologiques sur un faisceau d'anneaux topologiques.

#### Généralisation,Topos
Dans la définition ci-dessus, le faisceau {\displaystyle {\mathcal {F}}} est un foncteur d'un type particulier de la catégorie des ouverts d'un espace topologique dans une catégorie {\displaystyle {\mathcal {C}}}. On peut envisager un cas plus général : soit {\displaystyle {\mathcal {S}}} une « petite catégorie » (c.-à-d. une catégorie dont la classe des objets est un ensemble) admettant des produits fibrés, et {\displaystyle {\mathcal {C}}} une catégorie. Un préfaisceau {\displaystyle {\mathcal {F}}} sur {\displaystyle {\mathcal {S}}} à valeurs dans {\displaystyle {\mathcal {C}}} est, de manière générale, un foncteur contravariant de {\displaystyle {\mathcal {S}}} vers {\displaystyle {\mathcal {C}}}. On peut munir {\displaystyle {\mathcal {S}}} d'une structure appelée « topologie de Grothendieck ». Cela consiste à définir pour tout objet U de {\displaystyle {\mathcal {S}}} des « familles couvrantes » de U, à savoir des familles de morphismes {\displaystyle U_{i}\to U} qui ont des propriétés analogues au recouvrement d'un ouvert U d'un espace topologique X par une famille d'ouverts {\displaystyle U_{i}\subset U}, les morphismes, dans ce cas, étant les inclusions. La catégorie {\displaystyle {\mathcal {S}}}, munie d'une topologie de Grothendieck, s'appelle un site. Un faisceau sur le site {\displaystyle {\mathcal {S}}} à valeurs dans {\displaystyle {\mathcal {C}}} se définit à partir de la notion de préfaisceau en raisonnant, mutatis mutandis, comme si {\displaystyle {\mathcal {S}}} était un espace topologique habituel, une intersection de parties ouvertes étant remplacée par le produit fibré. On appelle topos toute catégorie équivalente à la catégorie des faisceaux d'ensembles sur un site. La notion de topos généralise celle d'espace topologique. Il existe toutefois nombre d'exemples qui n'ont pas de rapport avec la topologie : si G est un groupe, la catégorie des ensembles sur lesquels G opère est un topos ; le « topos ponctuel », c.-à-d. la catégorie des faisceaux sur l’espace réduit à un point, n’est autre que la catégorie des ensembles.
Soit X un objet de {\displaystyle {\mathcal {S}}}. Le foncteur représentable {\displaystyle h_{X}=\mathrm {Hom} _{\mathcal {S}}\left(-,X\right)} est, d'après ce qui précède, un préfaisceau, dit « représenté par X ». Le foncteur covariant canonique {\displaystyle h:X\mapsto h_{X},\mathrm {Hom} _{\mathcal {S}}\left(X,X'\right)\ni \varphi \mapsto h_{\varphi }:h_{X}(Y)\ni v\mapsto \varphi v\in h_{X'}(Y)}, de la catégorie {\displaystyle {\mathcal {S}}} dans la catégorie des faisceaux d'ensembles sur {\displaystyle {\mathcal {S}}}, est pleinement fidèle, et permet donc d'identifier X avec le préfaisceau {\displaystyle h_{X}}, ainsi que la catégorie {\displaystyle {\mathcal {S}}} avec la catégorie des préfaisceaux sur {\displaystyle {\mathcal {S}}}. La « topologie canonique » sur {\displaystyle {\mathcal {S}}} se définit comme étant la topologie (de Grothendieck) la plus fine (c.-à-d. celle qui a le plus de familles couvrantes) pour laquelle les foncteurs représentables {\displaystyle h_{X}} sont des faisceaux ; en choisissant sur {\displaystyle {\mathcal {S}}} une topologie (de Grothendieck) moins fine que la topologie canonique, on peut donc identifier le site {\displaystyle {\mathcal {S}}} avec son topos.

#### Faisceau des sections d'un espace étalé
Soit X un espace topologique. On appelle espace étalé de base X un couple (E, p) où E est un espace topologique et p est un homéomorphisme local de E dans X (c.-à-d. tout point de X appartient à un ouvert que p applique homéomorphiquement sur un ouvert). Pour tout sous-ensemble S de X, on appelle section de (E, p) au-dessus de S une application continue {\displaystyle s:S\to E} telle que {\displaystyle p(s(x))=x} pour tout {\displaystyle x\in S}. Soit, pour tout ouvert U, {\displaystyle {\mathcal {F}}(U)} l'ensemble des sections de (E, p) au-dessus de U. Alors {\displaystyle {\mathcal {F}}:U\mapsto {\mathcal {F}}\left(U\right)} (muni des morphismes de restriction aux ouverts {\displaystyle V\subset U} des applications {\displaystyle U\to E}) est un faisceau d'ensembles de base X, appelé faisceau des sections de l'espace étalé (E, p). On montre le résultat suivant :
Théorème — 
Tout faisceau d'ensembles de base X est isomorphe au faisceau des sections d'un espace étalé, unique à un isomorphisme près.
On peut identifier le faisceau d'ensembles {\displaystyle {\mathcal {F}}} et l'espace étalé (E, p), ce qui explique pourquoi de nombreux auteurs définissent un faisceau comme étant un espace topologique vérifiant les conditions idoines (c'est le point de vue dû à Michel Lazard ; celui présenté ci-dessus a été développé ultérieurement par Grothendieck,).

### Faisceau associé à un préfaisceau
Soit {\displaystyle {\mathcal {F}}} un préfaisceau. On appelle faisceau associé au préfaisceau {\displaystyle {\mathcal {F}}} un faisceau {\displaystyle {\mathcal {F}}'} muni d'un morphisme de préfaisceaux {\displaystyle f:{\mathcal {F}}\to {\mathcal {F}}'} possédant la propriété universelle suivante : pour tout morphisme {\displaystyle g:{\mathcal {F}}\to {\mathcal {G}}} dans un faisceau, il existe un unique morphisme {\displaystyle g':{\mathcal {F}}'\to {\mathcal {G}}} tel que {\displaystyle g=g'\circ f}. Le faisceau associé, s'il existe, est unique. Dans le cas des préfaisceaux à valeurs dans une catégorie où la limite inductive existe (par exemple les catégories des ensembles, des groupes, des anneaux, des algèbres sur un anneau, des modules sur un anneau etc.), le faisceau associé existe. Le morphisme {\displaystyle f:{\mathcal {F}}\to {\mathcal {F}}'} induit un isomorphisme des fibres {\displaystyle f_{x}:{\mathcal {F}}_{x}\to {\mathcal {F}}_{x}'}.
Le faisceau {\displaystyle {\mathcal {F}}'} se construit explicitement de la manière suivante dans le cas où le préfaisceau {\displaystyle {\mathcal {F}}}, défini sur l'espace topologique X, est à valeurs dans une catégorie concrète où la limite inductive existe : pour tout ouvert U de X, soit {\displaystyle {\mathcal {F}}'(U)} l'ensemble des fonctions s' de U dans la réunion disjointe {\displaystyle \coprod \nolimits _{x\in U}{\mathcal {F}}_{x}} tel que pour tout {\displaystyle x\in U,s'(x)\in {\mathcal {F}}_{x}} et il existe un voisinage ouvert V de x, {\displaystyle V\subset U}, et {\displaystyle s\in {\mathcal {F}}(V)} tels que {\displaystyle s_{y}=s'(y)} pour tout {\displaystyle y\in V}. Alors {\displaystyle {\mathcal {F}}'} est le faisceau associé à {\displaystyle {\mathcal {F}}}. Pour des raisons évidentes, il est également appelé le faisceau des sections de {\displaystyle {\mathcal {F}}}. Si {\displaystyle {\mathcal {F}}} est un faisceau, le morphisme {\displaystyle f:{\mathcal {F}}\to {\mathcal {F}}'} est un isomorphisme.

### Faisceau induit

#### Section au-dessus d'un ensemble quelconque
Soit X un espace topologique métrisable, S une partie de X, et {\displaystyle {\mathcal {F}}} un faisceau de base X. L'ensemble {\displaystyle {\mathcal {F}}(S)} des sections de {\displaystyle {\mathcal {F}}} au-dessus de S se définit par
{\displaystyle {\mathcal {F}}\left(S\right)=\lim \limits _{\underset {U\supset S}{\longrightarrow }}{\mathcal {F}}\left(U\right)}
c.-à-d. une section de {\displaystyle {\mathcal {F}}} au-dessus de S est un germe de section définie dans un voisinage ouvert de S.

#### Faisceau induit sur un ensemble quelconque
On définit comme suit le faisceau induit sur S, noté {\displaystyle {\mathcal {F}}\left\vert S\right.}: pour tout sous-ensemble V de S, relativement ouvert par rapport à S, l'ensemble {\displaystyle ({\mathcal {F}}\left\vert S\right.)(V)} de ses sections au-dessus de V coïncide avec {\displaystyle {\mathcal {F}}(V)}.

### Exemples
- Soit A un ensemble non vide, X un espace topologique, et {\displaystyle {\mathcal {F}}} le préfaisceau sur X défini par {\displaystyle {\mathcal {F}}(U)=A} pour tout ouvert U de X, les morphismes de restriction {\displaystyle \rho _{VU}} étant tous égaux à l'identité {\displaystyle Id_{A}}. Pour tout {\displaystyle x\in X,{\mathcal {F}}_{x}=A}, et ce préfaisceau est donc appelé le préfaisceau constant de fibre A sur X. On a {\displaystyle \coprod \nolimits _{x\in X}{\mathcal {F}}_{x}=X\times A}, et une section {\displaystyle s\in {\mathcal {F}}(U)} est un point de A en tant que rattaché à l'ouvert U, autrement dit c'est une application constante de U dans A, ou encore une application {\displaystyle U\to X\times A} de la forme {\displaystyle x\mapsto (x,a)} qui, en tant qu'application {\displaystyle U\to A}, est constante. Notons que si {\displaystyle V_{1}} et {\displaystyle V_{2}} sont deux ouverts disjoints, et si {\displaystyle s_{1}} et {\displaystyle s_{2}} sont deux sections définies respectivement sur {\displaystyle V_{1}} et {\displaystyle V_{2}}, il n'existe pas en général de fonction constante {\displaystyle s} définie sur {\displaystyle V_{1}\cup V_{2}} qui coïncide avec {\displaystyle s_{1}} sur {\displaystyle V_{1}} et avec {\displaystyle s_{2}} sur {\displaystyle V_{2}}, sauf si A est un singleton ; en écartant ce cas, le préfaisceau considéré n'est donc pas un faisceau dès qu'il existe dans X deux ouverts disjoints, c'est-à-dire lorsque X n'est pas un espace topologique irréductible. L'espace étalé est {\displaystyle X\times A} lorsque A est muni de la topologie discrète. Cet espace s'identifie au faisceau {\displaystyle {\mathcal {F}}'} associé au préfaisceau {\displaystyle {\mathcal {F}}}. Pour tout ouvert U de X, {\displaystyle {\mathcal {F}}'(U)=\Gamma (F',U)} est l'ensemble des applications continues {\displaystyle U\to A}, autrement dit l'ensemble des applications localement constantes de U dans A (constantes lorsque U est connexe). Ce faisceau est appelé faisceau simple de base X et de fibre A (certains auteurs l'appellent faisceau constant de base X et de fibre A, terminologie qui peut être trompeuse puisque ses sections ne sont pas en général des fonctions constantes ; par ailleurs on définit le faisceau localement constant, mais il a une autre signification).
- De la même manière, on peut définir le préfaisceau {\displaystyle {\mathcal {F}}} des fonctions réelles bornées sur un espace topologique X, mais ce préfaisceau n'est pas, en général, un faisceau, car la bornitude n'est pas une propriété locale. Une section {\displaystyle s\in {\mathcal {F}}(U)} est une fonction bornée sur U, et le faisceau {\displaystyle {\mathcal {F}}'} des sections de {\displaystyle {\mathcal {F}}} est donc le faisceau des fonctions localement bornées sur X. Celui-ci coïncide avec {\displaystyle {\mathcal {F}}} si, et seulement si de tout recouvrement de X par une famille d'ouverts, on peut extraire un sous-recouvrement fini, c'est-à-dire si X est un espace quasi-compact.
- Les fonctions dérivables forment un faisceau, de même que les fonctions {\displaystyle C^{\infty }} ou holomorphes, que les distributions, les hyperfonctions, etc. C'est dû au fait que, cette fois, la définition de ces objets est locale et que par « recollement » on peut passer du local au global.
- Soit p un point fixé d'un espace topologique séparé X et E un ensemble. On peut définir un préfaisceau {\displaystyle E_{p}} qui à un ouvert U associe E si U contient p et un singleton {\displaystyle \left\{a\right\}} sinon. L'application de restriction de U à V est l'identité ou l'unique application de E dans le singleton {\displaystyle \left\{a\right\}} suivant l'appartenance de p à U et V. On vérifie que c'est un faisceau, dit « gratte-ciel ». La fibre en {\displaystyle x} de ce faisceau est le singleton {\displaystyle \left\{a\right\}} si x est différent de p et E si x=p.
- Dans une catégorie {\displaystyle {\mathcal {S}}}, muni d'une topologie de Grothendieck moins fine que la topologie canonique, soit {\displaystyle X} un objet de cette catégorie: alors {\displaystyle h_{X}=\mathrm {Hom} _{\mathcal {S}}(-,X)} est un faisceau sur le site {\displaystyle {\mathcal {S}}}, comme on l'a dit plus haut.

### Image directe et image inverse
Soit {\displaystyle f:X\to Y} une application continue entre deux espaces topologiques. Soit {\displaystyle {\mathcal {F}}} un préfaisceau sur {\displaystyle X}. Son image directe par {\displaystyle f} est le préfaisceau {\displaystyle f_{*}({\mathcal {F}})} qui à tout ouvert {\displaystyle U} de {\displaystyle Y} associe {\displaystyle {\mathcal {F}}(f^{-1}(U))}, les applications de restrictions sont évidentes. Si {\displaystyle {\mathcal {F}}} est un faisceau, il en est de même pour {\displaystyle f_{*}{\mathcal {F}}}.
La construction de l'image inverse {\displaystyle f^{-1}{\mathcal {G}}} est plus délicate. Soit {\displaystyle {\mathcal {G}}} un préfaisceau sur {\displaystyle Y}, à valeurs dans une catégorie où la limite inductive existe. À tout ouvert {\displaystyle U} de {\displaystyle X}, on associe la limite inductive des {\displaystyle {\mathcal {G}}(W)} lorsque W parcourt l'ensemble des ouverts de Y contenant {\displaystyle f(U)}. Lorsque {\displaystyle {\mathcal {G}}} est un faisceau, ce procédé ne donne pas un faisceau en général et {\displaystyle f^{-1}{\mathcal {G}}} est alors par définition le faisceau associé à ce préfaisceau.
Les constructions d'image directe et d'image inverse sont adjointes dans le sens suivant : Soient {\displaystyle {\mathcal {F}}}, {\displaystyle {\mathcal {G}}} des faisceaux sur {\displaystyle X}, {\displaystyle Y} respectivement. Alors on a une bijection canonique entre {\displaystyle \mathrm {Hom} (f^{-1}{\mathcal {G}},{\mathcal {F}})} et {\displaystyle \mathrm {Hom} ({\mathcal {G}},f_{*}{\mathcal {F}})}.

### Morphismes injectifs et morphismes surjectifs
Un morphisme de faisceaux {\displaystyle f:{\mathcal {F}}\to {\mathcal {G}}} sur {\displaystyle X} est injectif si {\displaystyle {\mathcal {F}}(U)\to {\mathcal {G}}(U)} est injectif pour tout ouvert {\displaystyle U} de {\displaystyle X}. Il est surjectif si les morphismes de fibres {\displaystyle f_{x}:{\mathcal {F}}_{x}\to {\mathcal {G}}_{x}} sont surjectifs. Les morphismes injectifs sont exactement les monomorphismes dans la catégorie des faisceaux sur {\displaystyle X}, et les morphismes surjectifs sont exactement les épimorphismes dans cette catégorie.

### Noyau, image, quotient
Soit {\displaystyle f:{\mathcal {F}}\to {\mathcal {G}}} un morphisme de faisceaux de groupes abéliens (resp. de {\displaystyle {\mathcal {A}}}-Modules à gauche, où {\displaystyle {\mathcal {A}}} est un faisceau d'anneaux de base X) sur un espace topologique {\displaystyle X}.
- Le noyau {\displaystyle {\rm {Ker}}f} de {\displaystyle f} est le faisceau défini par {\displaystyle U\to {\rm {Ker}}f(U)}.
- L'image {\displaystyle {\rm {Im}}f} de {\displaystyle f} est le faisceau associé au préfaisceau {\displaystyle U\to {\rm {Im}}f(U)}.
- Le conoyau {\displaystyle {\rm {Coker}}f} de {\displaystyle f} est le faisceau associé au préfaisceau {\displaystyle U\to {\rm {Coker}}f(U)=G(U)/({\rm {Im}}f(U)).}

La catégorie des faisceaux de groupes abéliens (resp. des {\displaystyle {\mathcal {A}}}-Modules à gauche) sur X est une catégorie abélienne, et on a la suite exacte
{\displaystyle 0\longrightarrow {\rm {Ker}}f\longrightarrow {\mathcal {F}}{\overset {f}{\longrightarrow }}{\mathcal {G}}\longrightarrow {\rm {Coker}}f\longrightarrow 0}.
- En particulier, si {\displaystyle f} est l'inclusion d'un sous-faisceau {\displaystyle {\mathcal {F}}\subseteq {\mathcal {G}}}, alors son conoyau est le faisceau quotient de {\displaystyle {\mathcal {G}}} par {\displaystyle {\mathcal {F}}}. On note ce quotient par {\displaystyle {\mathcal {G}}/{\mathcal {F}}}. En général, {\displaystyle ({\mathcal {G}}/{\mathcal {F}})(U)=\Gamma (U,{{\mathcal {G}}/F})} est différent de {\displaystyle {\mathcal {G}}(U)/{\mathcal {F}}(U)=\Gamma (U,{\mathcal {G}})/\Gamma (U,{\mathcal {F}})} car le « foncteur section » {\displaystyle \Gamma (U,-)} n'est pas exact (il est exact à gauche mais non à droite en général). En revanche, on a pour les fibres l'égalité {\displaystyle {\mathcal {G}}_{x}/{\mathcal {F}}_{x}=({\mathcal {G}}/{\mathcal {F}})_{x}} car le « foncteur fibre »

{\displaystyle \Gamma _{x}=\lim \limits _{_{\overset {\longrightarrow }{U\ni x}}}\Gamma \left(U,-\right)}
est exact, d'où l'exactitude de la suite
{\displaystyle 0\longrightarrow \left({\rm {Ker}}f\right)_{x}\longrightarrow {\mathcal {F}}_{x}{\overset {f_{x}}{\longrightarrow }}{\mathcal {G}}_{x}\longrightarrow \left({\rm {Coker}}f\right)_{x}\longrightarrow 0}.

### Faisceau des germes d'homomorphismes
Soit {\displaystyle {\mathcal {A}}} un faisceau d'anneaux sur un espace topologique X et {\displaystyle {\mathcal {L}}}, {\displaystyle {\mathcal {M}}} deux {\displaystyle {\mathcal {A}}}-Modules à gauche sur X. Le préfaisceau
{\displaystyle U\mapsto {\rm {Hom}}_{{\mathcal {A}}\left\vert U\right.}\left(\left.{\mathcal {L}}\right\vert U,\left.{\mathcal {M}}\right\vert U\right)}
est un faisceau de groupes abéliens noté {\displaystyle {\mathfrak {Hom}}_{\mathcal {A}}\left({\mathcal {L}},{\mathcal {M}}\right)}, et appelé faisceau des germes d'homomorphismes de {\displaystyle {\mathcal {L}}} dans {\displaystyle {\mathcal {M}}}. Pour tout {\displaystyle x\in X}, on a
{\displaystyle {\mathfrak {Hom}}_{\mathcal {A}}\left({\mathcal {L}},{\mathcal {M}}\right)_{x}=\lim \limits _{_{\overset {\longrightarrow }{U\ni x}}}{\mathfrak {Hom}}_{\mathcal {A}}\left({\mathcal {L}},{\mathcal {M}}\right)\left(U\right)=\lim \limits _{_{\overset {\longrightarrow }{U\ni x}}}{\rm {Hom}}_{{\mathcal {A}}\left\vert U\right.}\left(\left.{\mathcal {L}}\right\vert U,\left.{\mathcal {M}}\right\vert U\right).}
Soit {\displaystyle f_{x}\in {\mathfrak {Hom}}_{\mathcal {A}}\left({\mathcal {L}},{\mathcal {M}}\right)_{x}}. Le germe {\displaystyle f_{x}} est représenté par, disons, {\displaystyle f_{U}:{\mathcal {L}}\left(U\right)\to {\mathcal {M}}\left(U\right)}, où U est un voisinage ouvert de x.
Puisque {\displaystyle f\left({\mathcal {L}}_{x}\right)\subset {\mathcal {M}}_{x}}, {\displaystyle f} induit
un morphisme de fibres {\displaystyle \left.f\right\vert _{x}:{\mathcal {L}}_{x}\to {\mathcal {M}}_{x}}. Par conséquent, il existe une application canonique
{\displaystyle {\mathfrak {Hom}}\left({\mathcal {L}},{\mathcal {M}}\right)_{x}\to {\rm {Hom}}_{{\mathcal {A}}_{x}}\left({\mathcal {L}}_{x},{\mathcal {M}}_{x}\right)}
qui n'est ni injective ni surjective en général (elle est bijective si {\displaystyle {\mathcal {L}}} est un « faisceau cohérent »).

### Produit tensoriel de faisceaux
Soit {\displaystyle {\mathcal {A}}} un faisceau d'anneaux sur un espace topologiques X, {\displaystyle {\mathcal {L}}} un {\displaystyle {\mathcal {A}}}-Module à droite et {\displaystyle {\mathcal {M}}} un {\displaystyle {\mathcal {A}}}-Module à gauche. On appelle produit tensoriel de {\displaystyle {\mathcal {L}}} et {\displaystyle {\mathcal {M}}} le faisceau de groupes abéliens noté {\displaystyle {\mathcal {L}}\otimes _{\mathcal {A}}{\mathcal {M}}} engendré par le préfaisceau {\displaystyle U\mapsto {\mathcal {L}}\left(U\right)\otimes _{{\mathcal {A}}\left(U\right)}{\mathcal {M}}\left(U\right)}. La fibre de ce faisceau au point {\displaystyle x\in X} est le groupe abélien
{\displaystyle \left({\mathcal {L}}\otimes _{\mathcal {A}}{\mathcal {M}}\right)_{x}={\mathcal {L}}_{x}\otimes _{{\mathcal {A}}_{x}}{\mathcal {M}}_{x}}.

## Typologie des faisceaux
Nous présentons ci-dessous trois types de faisceaux : les faisceaux flasques et les faisceaux mous, introduits par Godement et la notion (introduite antérieurement par Henri Cartan) de faisceau fin.

### Faisceaux flasques

#### Définition et propriétés générales
- Soit {\displaystyle {\mathcal {F}}} un faisceau sur un espace topologique X, à valeurs dans une catégorie concrète. Ce faisceau est flasque si pour tout ouvert U de X, le morphisme de restriction {\displaystyle {\mathcal {F}}(X)\mapsto {\mathcal {F}}(U)} est surjectif.
- Le fait pour un faisceau d'être flasque est une propriété locale. Par conséquent, {\displaystyle {\mathcal {F}}} est flasque si, et seulement si pour tous ouverts {\displaystyle U,V,} tels que {\displaystyle V\subset U}, l'application {\displaystyle {\mathcal {F}}(U)\mapsto {\mathcal {F}}(V)} est surjective.
- Pour tout ouvert U, le « foncteur section » {\displaystyle \Gamma (U,-)} est exact sur la catégorie des faisceaux flasques de groupes abéliens (ou de {\displaystyle {\mathcal {A}}}-Modules à gauche sur un faisceau d'anneaux {\displaystyle {\mathcal {A}}}).

#### Exemples
- Les fonctions réelles quelconques sur un espace topologique forment un faisceau flasque.
- Comme on le voit facilement, tout faisceau simple sur un espace topologique irréductible est flasque (« théorème de Grothendieck »[6]).
- Il en va de même du faisceau des fonctions réelles bornées sur un espace topologique quasi-compact.
- Soit X une variété analytique réelle paracompacte de dimension n. Le faisceau des germes d'hyperfonctions sur X est flasque[13].

### Faisceaux mous

#### Définition et propriétés générales
- Soit X un espace topologique paracompact et {\displaystyle {\mathcal {F}}} un faisceau sur X, à valeurs dans une catégorie concrète. Ce faisceau est mou si toute section au-dessus d'un fermé se prolonge à X tout entier.
- Pour un faisceau, le fait d'être mou est une propriété locale: si tout point de X possède un voisinage ouvert U tel que toute section de {\displaystyle {\mathcal {F}}} au-dessus d'un sous-ensemble fermé de X, contenu dans U, se prolonge à U, alors {\displaystyle {\mathcal {F}}} est un faisceau mou.
- Soit X un espace topologique métrisable (donc paracompact) ; pour tout sous-ensemble localement fermé S de X (c.-à-d. tout sous-ensemble S de X possédant un voisinage ouvert U dans lequel il est relativement fermé), le « foncteur section » {\displaystyle \Gamma (S,-)} est exact sur la catégorie des faisceaux mous de groupes abéliens (ou de {\displaystyle {\mathcal {A}}}-Modules à gauche sur un faisceau d'anneaux {\displaystyle {\mathcal {A}}}).
- Soit X un espace topologique paracompact et {\displaystyle {\mathcal {F}}} un faisceau sur X, à valeurs dans une catégorie concrète. Si {\displaystyle {\mathcal {F}}} est flasque, il est mou.

#### Exemples
Soit X une variété différentielle paracompacte de dimension n. Les faisceaux de groupes abéliens de base X suivants sont mous: le faisceau {\displaystyle C^{0}} des germes de fonctions continues sur X, le faisceau {\displaystyle C^{\infty }} des germes de fonctions indéfiniment dérivables sur X, le faisceau {\displaystyle {\mathcal {D}}^{\prime }} des germes de distributions sur X. En revanche, ces faisceaux ne sont pas flasques.

### Faisceaux fins

#### Définition et propriétés générales
- Soit X un espace topologique paracompact et {\displaystyle {\mathcal {F}}} un faisceau de groupes abéliens de base X. Ce faisceau est dit fin si le faisceau d'anneaux {\displaystyle {\mathfrak {Hom}}_{\mathbb {Z} }\left({\mathcal {F}},{\mathcal {F}}\right)} est mou.
- Le faisceau {\displaystyle {\mathcal {F}}} est fin si, et seulement si étant donné deux sous-ensembles fermés disjoints A et B de X, il existe un homomorphisme {\displaystyle {\mathcal {F}}\to {\mathcal {F}}} induisant l'identité au voisinage de A et 0 au voisinage de B.
- Si {\displaystyle {\mathcal {L}}} et {\displaystyle {\mathcal {M}}} sont des faisceaux de groupes abéliens et si {\displaystyle {\mathcal {L}}} est fin, alors le faisceau de groupes abéliens {\displaystyle {\mathcal {L}}\otimes _{\mathcal {\mathbb {Z} }}{\mathcal {M}}} est fin (cette propriété explique l'importance des faisceaux fins).

#### Exemples
- Le faisceau {\displaystyle {\mathcal {F}}^{0}(X,\mathbb {Z} )} des germes d'applications de X dans {\displaystyle \mathbb {Z} } est fin, et il en va donc de même de tout {\displaystyle {\mathcal {F}}^{0}(X,\mathbb {Z} )}-Module.
- Si X est une variété différentielle paracompacte de dimension finie, les faisceaux d'anneaux commutatifs suivants sont fins: le faisceau {\displaystyle \Omega ^{0}} des germes de fonctions réelles différentiables sur X, ainsi que les faisceaux {\displaystyle C^{0}} et {\displaystyle C^{\infty }} (voir supra). Il en va donc de même des faisceaux de Modules sur ces faisceaux d'anneaux, par exemple du faisceau {\displaystyle {\mathcal {D}}^{\prime }} des germes de distributions ou des formes différentielles extérieures sur X.
- En revanche, le faisceau simple de fibre {\displaystyle \mathbb {C} } et le faisceau {\displaystyle {\mathcal {O}}} des germes de fonctions holomorphes sur une variété analytique paracompacte de dimension finie ne sont pas fins[14].